# اهتزاز
الارتجاف أو الاهتزاز (بالإنجليزية: Vibration)، هي ظاهرة ميكانيكية تحدث فيها التذبذبات حول نقطة توازن. اشتقت الكلمة من كلمة يونانية تأتي بمعنى (التلويح). قد تكون الإهتزازات دورية مثل حركة البندول أو عشوائية مثل اهتزاز إطار سيارة تسير على طريق مليء بالحصى.
قد يكون الاهتزاز أمرًا مرغوبًا فيه في بعض التطبيقات مثل: الاهتزاز الناتج عن النفخ في آلة النفخ الخشبية (الهارمونيكا)، أو الأهتزاز في الهاتف المحمول أو مكبر الصوت.
ومع ذلك ففي كثير من الحالات يكون الاهتزاز غير مرغوب فيه مما يؤدي إلى هدر الطاقة وإحداث صوت غير مرغوب فيه. على سبيل المثال عادةً ما تكون الحركات الاهتزازية للمحركات أو المحركات الكهربائية أو أي جهاز ميكانيكي قيد التشغيل غير مرغوب فيها. يمكن أن تكون هذه الاهتزازات ناتجة عن اختلالات في الأجزاء الدوارة أو احتكاك بين الأجزاء غير متكافئ أو تشابك أسنان التروس. عادةً ما تقلل التصميمات الدقيقة الاهتزازات غير المرغوب فيها.

ترتبط دراسات الصوت والاهتزاز ارتباطًا وثيقًا. ينتج الصوت (أو موجات الضغط) عندما تهتز الهياكل (مثل الحبال الصوتية) ويمكن أن تؤدي موجات الضغط هذه أيضًا إلى اهتزاز الهياكل (مثل طبلة الأذن). وبالتالي غالبًا ما ترتبط محاولات تقليل الضوضاء بقضايا الاهتزاز.

صورة توضح اهتزاز الطبل

كل الجزيئات في العالم تتذبذب حول موضعها حتى في جزيئات المواد الصلبة، ولكن الاهتزاز في الجزيئات المواد الصلبة يكون أقل ما يمكن بسبب وجود قوى التجاذب بين الجزيئات. وكل جزيء ومبنى وجسم في العالم يهتز وفقًا لتردد معين يسمى التردد الطبيعي للجسم، وهو من أهم خواص الأجسام والمواد، فلو تعرض الجسم أو المادة لقوة بتردد مساوي للتردد الطبيعي له فسيحدث ما يسمى بالرنين ويبدأ الجسم بالاهتزاز، ولو كانت هذه القوة كبيرة قد تؤدي إلى تحطيم هذا الجسم أو المبنى.
هناك بعض الاهتزازات التي تؤدى إلى تحول الطاقة بدون استخدامها مثل ضوضاء الصوت على سبيل المثال حركة المحركات أو أي جهاز ميكانيكي فهذا يفقد من الطاقة المنتجة لأنه يؤدى إلى استخدام جزء من الطاقة في عملية الاهتزاز.